# Francesco Pittaluga
Francesco Edoardo Pittaluga (Santa Margherita Ligure, 11 ottobre 1913 – Santa Margherita Ligure, 10 febbraio 2016) è stato un canottiere italiano.

## Biografia
Nato nel 1913 a Santa Margherita Ligure, in provincia di Genova, soprannominato Checchin, era tesserato per il Circolo Canottieri Aniene di Roma. Era nipote di Antonio Ghiardello e cugino di Luigi Luxardo, suoi concittadini, anche loro canottieri partecipanti insieme a lui alle Olimpiadi (Ghiardello anche a Los Angeles 1932, dove fu bronzo nel quattro senza).
A 22 anni partecipò ai Giochi olimpici di Berlino 1936, nel quattro senza, insieme ad Antonio Ghiardello, Luigi Luxardo e Aldo Pellizzoni, non qualificandosi direttamente alla finale in batteria, terzo dietro a Svizzera, poi bronzo, e Gran Bretagna, poi argento, con il tempo di 6'34"5 (passava solo il primo), raggiungendo comunque la finale grazie al secondo posto in semifinale, dietro ancora alla Gran Bretagna, in 7'33"9, e concludendo poi la competizione ai piedi del podio, quarto in finale, con il tempo di 7'12"4.
Nel 1937 vinse la medaglia di bronzo agli Europei di Amsterdam, sostituendo all'ultimo l'infortunato Bussani, nel quattro con, insieme a Lucillo Bobig, Guglielmo Del Neri, Aldo Pellizzoni e al timoniere Eugenio Suzzi, arrivando dietro a Germania e Paesi Bassi. L'anno successivo si portò a casa l'argento nel quattro senza agli Europei di Milano 1938, con Luigi Luxardo, Agostino Massa e Gaetano Petrucci, piazzandosi dietro alla sola Svizzera.
Dopo i Giochi aveva iniziato a lavorare come ferroviere. In seguito fu anche allenatore alla Canottieri Argus della sua città fino agli anni '70 ed ebbe un figlio.
Nel 2013 festeggiò i 100 anni di vita, morì nel 2016, all'età di 102 anni.

## Palmarès

### Campionati europei
- 2 medaglie:
  - 1 argento (Quattro senza a Milano 1938)
  - 1 bronzo (Quattro con ad Amsterdam 1937)